# In Time: The Best of R.E.M. 1988–2003
In Time: The Best of R.E.M. 1988–2003 est une compilation du groupe R.E.M. parue en 2003. Elle comprend des titres de la période Warner Bros, de l'album Green (1988) jusqu'à l'album Reveal paru en 2001. Elle comprend également 2 nouveaux titres enregistrés pour l'occasion ainsi que 2 chansons enregistrées pour des films.
Il existe une version limitée de cette compilation incluant un second CD essentiellement composé de B-sides de singles.
Une réédition de l'album est sortie en double vinyle en juin 2019.

## Liste des titres
1. Man on the Moon (Automatic for the People, 1992) – 5:14
2. The Great Beyond (Buck, Mills, Stipe) (BOF Man on the Moon, 1999) – 5:05
3. Bad Day – 4:06 (inédit, 2003)
4. What's the Frequency, Kenneth? (Monster, 1994) – 4:00
5. All the Way to Reno (You're Gonna Be a Star) (Buck, Mills, Stipe) (Reveal, 2001) – 4:44
6. Losing My Religion (Out of Time, 1991) – 4:28
7. E-Bow the Letter (New Adventures in Hi-Fi, 1996) – 5:24
8. Orange Crush (Green, 1988) – 3:51
9. Imitation of Life (Buck, Mills, Stipe) (Reveal, 2001) – 3:57
10. Daysleeper (Buck, Mills, Stipe) (Up, 1998) – 3:40
11. Animal (Buck, Mills, Stipe) – 4:01 (inédit, 2003)
12. The Sidewinder Sleeps Tonite (Automatic for the People, 1992) – 4:07
13. Stand (Green, 1988) – 3:11
14. Electrolite (New Adventures in Hi-Fi, 1996) – 4:06
15. All the Right Friends (BOF Vanilla Sky, 2001) – 2:46
16. Everybody Hurts (Automatic for the People, 1992) – 5:18
17. At My Most Beautiful (Buck, Mills, Stipe) (Up, 1998) – 3:34
18. Nightswimming (Automatic for the People, 1992) – 4:18

## CD Bonus (édition limitée)
1. Pop Song 89 (Acoustic) – 2:57 B-Side du 7 Pop Song 89
2. Turn You Inside-Out (Live) – 4:17 B-side de Losing My Religion
3. Fretless – 4:50 B-Side de Losing My Religion
4. Chance (dub) – 2:34 B-Side de Everybody Hurts
5. It's a Free World Baby – 5:12 B-Side de Drive
6. Drive (Live, November 19, 1992) – 4:00
7. Star Me Kitten (featuring William S. Burroughs) – 3:31
8. Revolution – 3:05 Bande originale du film Batman & Robin (1997)
9. Leave – 4:42 Bande originale du film A Life Less Ordinary (1997)
10. Why Not Smile (Oxford American version) (Buck, Mills, Stipe) – 3:01 B-Side de Daysleeper
11. The Lifting (Demo) (Buck, Mills, Stipe) – 5:20 B-Side de Imitation of Life
12. Beat a Drum (Demo) (Buck, Mills, Stipe) – 4:27 B-Side de Imitation of Life
13. 2JN (b-side) (Buck, Mills, Stipe) – 3:26 B-Side de Imitation of Life
14. The One I Love (Live from the Museum of Television and Radio, June 8, 2001) (Buck, Mills, Stipe) – 3:24 Inédit
15. Country Feedback (Live from Wiesbaden, Germany, 2003) – 6:16 Inédit